# Бедуинский диалект восточного Египта и Леванта
Бедуинский диалект восточного Египта и Леванта, бедави (араб. اللهجة البدوية‎, англ. Bedawi, Levantine Bedawi Arabic) — одна из аравийских разновидностей арабского языка, на которой говорят бедуины на полуострове Синай, в Иордании, Израиле, секторе Газа, западном берегу реки Иордан и Сирии .
Согласно классификации Брюса Ингама (англ. Bruce Ingham) и Хейкки Палвы (фин. Heikki Palva), диалекты Синайского полуострова и пустыни Негев, а также диалекты южной Иордании, восточного побережья Акабского залива и некоторых регионов на северо-западе Саудовской Аравии относятся к северо-западным аравийским диалектам. Общее число носителей восточноегипетских и левантинских бедуинских диалектов составляет 1 млн 690 тыс. человек, из них 860 тыс. на Синайском полуострове (Египет), 700 тыс. в Иордании (в основном на востоке), 70 тыс. в Сирии (мухафазы Эс-Сувайда и Даръа) и 10 тыс. в Палестине (Иудейская пустыня и вдоль реки Иордан).
Диалекты бедави:
- диалект бедуинов северо-восточного Египта (англ. Northeast Egyptian Bedawi Arabic)
- диалект бедуинов южного Леванта (англ. South Levantine Bedawi Arabic)
- диалект бедуинов северного Леванта (англ. North Levantine Bedawi Arabic)